# 6721 Мінаміавадзі
6721 Мінаміавадзі (6721 Minamiawaji, 1990 VY6, 1980 TH14, 1985 UJ4, 1985 VX3, 1990 UU4) — астероїд головного поясу.
Тіссеранів параметр щодо Юпітера — 3,179.